# Гребени (Пригородная волость)
Гребени — деревня в Опочецком районе Псковской области России. 
Входит в состав Пригородной волости.

## География
Расположена на западной границе города Опочка.

## Население
| 2001 | 2002 | 2010 | 2012 | 2013 | 2014 | 2015 |
| ---- | ---- | ---- | ---- | ---- | ---- | ---- |
| 184  | ↘173 | ↘150 | ↗156 | ↗158 | ↘154 | ↗155 |
| 2016 |      |      |      |      |      |      |
| ↘151 |      |      |      |      |      |      |

Численность населения по состоянию на начало 2001 года составляла 184 человека.

## Топографические карты
Лист карты O-35-XXIX Опочка. Масштаб: 1 : 200 000. Состояние местности на 1985 год. Издание 1987 г.